# Gloydius shedaoensis
Espèce
Synonymes
- Agkistrodon shedaoensis Zhao, 1979

Statut de conservation UICN

 VU D2 : Vulnérable
Gloydius shedaoensis est une espèce de serpents de la famille des Viperidae. 

## Répartition
Cette espèce est endémique la province du Liaoning en République populaire de Chine.

## Description
C'est un serpent venimeux.

## Liste des sous-espèces
Selon The Reptile Database (14 février 2014) :
- Gloydius shedaoensis shedaoensis (Zhao, 1979)
- Gloydius shedaoensis qianshanensis Li, 1999

## Étymologie
Son nom d'espèce, composé de shedao et du suffixe latin -ensis, « qui vit dans, qui habite », lui a été donné en référence au lieu de sa découverte, Shedao, une île située à 24 milles au large de Lüshunkou. La sous-espèce Gloydius shedaoensis qianshanensis, composé de qianshan et du suffixe latin -ensis, « qui vit dans, qui habite », lui a été donné en référence au lieu de sa découverte, le district de Qianshan.

## Publications originales
- Li, 1999 : Infraspecific classification of two species of Gloydius (Serpentes: Crotalinae). Acta Zootaxonomica Sinica, vol. 24, no 4, p. 454-460.
- Zhao, 1979 : A new Agkistrodon from Shedao (Snake Island), Liaoning. Acta Herpetologica Sinica, vol. 1, no 1, p. 4-6 (texte intégral).